# Owen Wright (Surfer)
Owen Wright (* 16. Januar 1990 in Nowra) ist ein australischer Surfer.

## Biografie
Owen Wright wurde in Nowra geboren und wuchs im nahegelegenen Culburra auf. Er ist das zweite von fünf Kindern der Familie. Seine Schwester Tyler Wright gewann zweimal die World Surf League.
Nachdem Wright 2007 einen nationalen Titel gewann, qualifizierte er sich 2009 für die World Championship Tour, wo er in der Gesamtwertung Siebter wurde und als „Rookie of the Year“ ausgezeichnet wurde. Seinen ersten Sieg auf der Championship Tour feierte er 2012 beim Quiksilver Pro New York.
Im Jahr 2015 gelang es Wright beim Fiji Pro zwei perfekte 10-Punkte zu absolvieren, was zuvor noch keinem Surfer auf der Championship Tour gelungen war. Am 20. Dezember 2015 erlitt er in der Vorbereitung auf das Pipeline Masters in Hawaii ein lebensbedrohliches Schädel-Hirn-Trauma. Nach einem Jahr Pause konnte Wright bei seinem Comeback den Saisonauftakt in Snapper Rocks direkt gewinnen. 2019 gewann er den Tahiti Teahupo'o Pro und konnte sich für die Olympischen Sommerspiele 2020, wo erstmals Surfwettkämpfe zum Programm gehörten, qualifizieren. Aufgrund der COVID-19-Pandemie wurden die Spiele jedoch um ein Jahr verschoben. Im Duell um die Bronzemedaille im Shortboardwettkampf setzte sich Wright am Ende gegen den Brasilianer Gabriel Medina durch. Im Jahr 2021 trat auch sein jüngerer Bruder Mikey Wright in der World Surf League an.
Im August 2023 veröffentlichte Wright seine Memoiren mit dem Titel Against The Water.
Owen Wright ist mit der australischen Sängerin Kita Alexander verheiratet, mit der er einen Sohn (* 2016) und eine Tochter (* 2021) hat.